# Сплюшка маврикійська
Сплюшка маврикійська (Otus sauzieri) — вимерлий вид совоподібних птахів родини совових (Strigidae), що був ендеміком Маврикію.

## Опис
Маврикійські сплюшки були найбільшими представниками свого роду, їх довжина становила 40-60 см. Верхня частина тіла у них була темно-коричнева, пера на голові, шиї і спині мали рудуваті краї. Хвіст був рудувато-коричневим, поцяткований світло-рудуватими смужками. Крила були коричневими, поцяткованими білими, світло-коричневими і бурими смугами. горло і боки були білуватими, решта нижньої частини тіла біла тьмяно-охристою, поцяткованою білуватими плямами. На голові у птаха були пір'яні "вуха", лапи були неопереними.

## Поширення і екологія
Маврикійські сплюшки жили в лісах острова Маврикій і полювали на дрібних пташок та на ящірок з родів Phelsuma і Nactus. Вони вели частково наземний спосіб життя.

## Вимирання
Маврикійські сплюшки вимерли приблизно у 1850-х роках. Причиною їх вимирання стало знищення природного середовища і хижацтво з боку інтродукованих видів тварин.